# 菌人
菌人是在中國神话的小人族，在《山海經·大荒南經》（原文：《山海经·大荒南經》：「有小人，名菌人。」）與《爾雅》有記載。在《山海經》中所記這類小人共有四種：《海外南經》的周饒國、《大荒南經》的焦僥國和《大荒東經》的小人國。